# 167
167 (CLXVII) var ett normalår som började en onsdag i den julianska kalendern.

## Händelser

### Okänt datum
- Den germanska markomannerstammen krigar mot romarna vid Aquileia.
- Romarna ödelägger Balkan och plundrar helgedomen Eleusis nära Aten.
- Sedan Anicetus har avlidit väljs Soter till påve (detta eller föregående år).
- Den östkinesiska Handynastins Yanxi-era ersätts av Yongkang-eran.
- Kung Chogo av Baekje krigar mot kungariket Silla i nuvarande Korea.

## Avlidna
- 16, 17 eller 20 april – Anicetus, påve sedan 154, 155 eller 157 (död detta eller föregående år; möjligen död något av dessa datum)